# الباشمقاول (فلم)
الباشمقاول هو فيلم كوميدي مصري تم إنتاجه عام 1940، قصة وحوار بديع خيري وسيناريو إخراج توجو مزراحي و بطولة أحمد الحداد وفوزي الجزايرلي وإحسان الجزايرلي.

## قصة الفيلم
ممتاز بك حلمي (حسن فايق) محامي يهوى النساء، متزوج من فكرية هانم (ميمي شكيب) منذ 6 شهور ويخونها مع الراقصة زيزي (تحية كاريوكا) وأخبر زوجته أنه في انتظار زميله المحامي عصفور وطلب منها إخباره انه بالمكتب وحذرها منه لأنه غريب الأطوار، إستدعت فكرية صديقتها شكرية (زوزو شكيب) لتشكو لها أفعال زوجها وخيانته فإقترحت عليها معاملته بالمثل تمثيلا حتى تستثير غيرته عليها، المعلم بحبح البحبحاوي (فوزي الجزايرلي) باشمقاول وسنكري فني وصبيه حنجل أحمد الحداد وخطيبته شلباية (إيزابيل) وحماته (زكية إبراهيم) تريد ان تزوجه من ابنتها غصبا لأنه مدين لها بمبلغ من المال، جائت بحبح مقاوله صحية عند المحامي ممتاز بك، فإستغلت فكريه هانم حضور بحبح وظنته عصفور زميل زوجها، وإتفقت معه على إثارة غيرة زوجها مقابل 50 جنيه بشرط أن يحلق ذقنه، وإتفقت معه على اللقاء في لوكاندة ميرامار بالإسكندرية، بينما سافر ممتاز مع زيزي إلى السويس، إستدعت فكرية أقارب زوجها بالإسكندرية ناهد هانم (فردوس محمد) وزهيرة هانم (مرجريت صفير) ليشاهدوها مع عصفور ويبلغوا زوجها، وبالفعل أبلغوا ممتاز بخيانة زوجته، أخطأ بحبح في الحجرة ودخل حجرة الكماريرا أم أحمد (إحسان الجزايرلي) وتعرف عليها وأعجب بها، وإنشغل بها وشاغلها، جاء نظمي بك (بشارة واكيم) عم فكرية من أوروبا ونزل في لوكاندة ميرامار، ورآها مع عصفور فظنه زوجها الجديد ممتاز، وخافت فكرية من الفضيحة لأنها الوريثة الوحيدة لعمها، فلم تنكر أنه زوجها، حضر ممتاز من السويس ثائرا على زوجته، فأفهمته الحقيقة وأنها تحاول أن تثير غيرته لأنه يخونها، ولكن بقيت مشكلة عمها فاضطروا للحفاظ على وجود بحبح امام عمها حتى يسافر، وإدعوا ان ممتاز زوج شكرية، سرت إشاعه في اللوكاندة أن عصفور يمتلك نصف مليون جنيه و20 ألف فدان فسارع طقم اللوكاندة بقيادة مديرها كرياكو وسكرتيره (حسين عيسى) لإستغلال الموقف بإقامة حفل كبير أكل وشرب ورقص على حساب عصفور بيه، وسعى كل النزلاء لنفاق عصفور، أرسل حنجل خطابا إلى ام شلبايه يفتن على معلمه بحبح، فحضرت ام شلبايه ومعها ابنتها شلبايه. وفي الحفل علم الجميع ان عصفور هو بحبح السنكري، فأغمى على كرياكو الذي خسر تكاليف الحفل، وعرف نظمي بك الحقيقة، وفرح لأن شكرية غير متزوجة حيث تزوجها هو، ودفع بحبح ديونه لأم شلباية وتزوج أم أحمد، وعاد ممتاز لزوجته فكرية، بينما نال حنجل جزاءه على فعلته بزواجه غصبا من شلباية.

## فريق العمل
إخراج: توجو مزراحي
تأليف:
- بديع خيري (قصة وحوار)
- توجو مزراحي (سيناريو)

بطولة:
- فوزي الجزايرلي (المعلم بحبح)
- أحمد الحداد (حنجل)
- إحسان الجزايرلي (أم أحمد)
- ميمي شكيب (فكرية هانم)
- زوزو شكيب (شكرية)
- حسن فايق (ممتاز بك حلمي)
- زكية إبراهيم
- فردوس محمد (ناهد هانم)
- تحية كاريوكا (زيزي)
- بشارة واكيم (نظمي بك)